# Resolució 2042 del Consell de Seguretat de les Nacions Unides
La Resolució 2042 del Consell de Seguretat de les Nacions Unides fou adoptada per unanimitat el 14 d'abril de 2012. El Consell, després de reafirmar el seu suport a l'Enviat Especial de les Nacions Unides a la Lliga Àrab, Kofi Annan, i del suport a la independència i integritat territorial de Síria va acordar autoritzar l'enviament d'un equip avançat de fins a 30 observadors militars no armats a Síria per controlar el compliment de l'acord d'alto el foc entre el govern de Baixar al-Àssad i els rebels.
Els observadors s'encarregaran d'establir i mantenir el contacte amb ambdues parts del conflicte i de fer informes sobre el compliment de l'acord d'alto el foc fins que es desplegui una missió completa al país.